# Huy chương Chern
Huy chương Trần (huy chương Chern) là một giải thưởng trao cho những nhà toán học có thành tựu đóng góp trong cả cuộc đời cho ngành toán. Tên của huy chương vinh danh nhà toán học Trung Quốc Trần Sảnh Thân (陈省身). Giải thưởng này được hình thành từ hợp tác của Hiệp hội Toán học Quốc tế và Tổ chức Huy chương Trần và được trao giống như các huy chương khác của Hiệp hội này (Huy chương Fields, Giải thưởng Nevanlinna, Giải thưởng Gauss), vào buổi lễ khai mạc của Hội nghị Quốc tế của các nhà Toán học tổ chức 4 năm một lần. Giải được trao lần đầu vào năm 2010 tại Hyderabad, Ấn Độ.

## Các nhà toán học đã nhận giải
- 2010 Louis Nirenberg (người Mỹ) – "cho vai trò của ông trong việc hình thành lý thuyết hiện đại về phương trình vi phân riêng phần elip phi tuyến và dạy dỗ nhiều sinh viên và nhà nghiên cứu trong lĩnh vực này".[1]